# Ottoniens

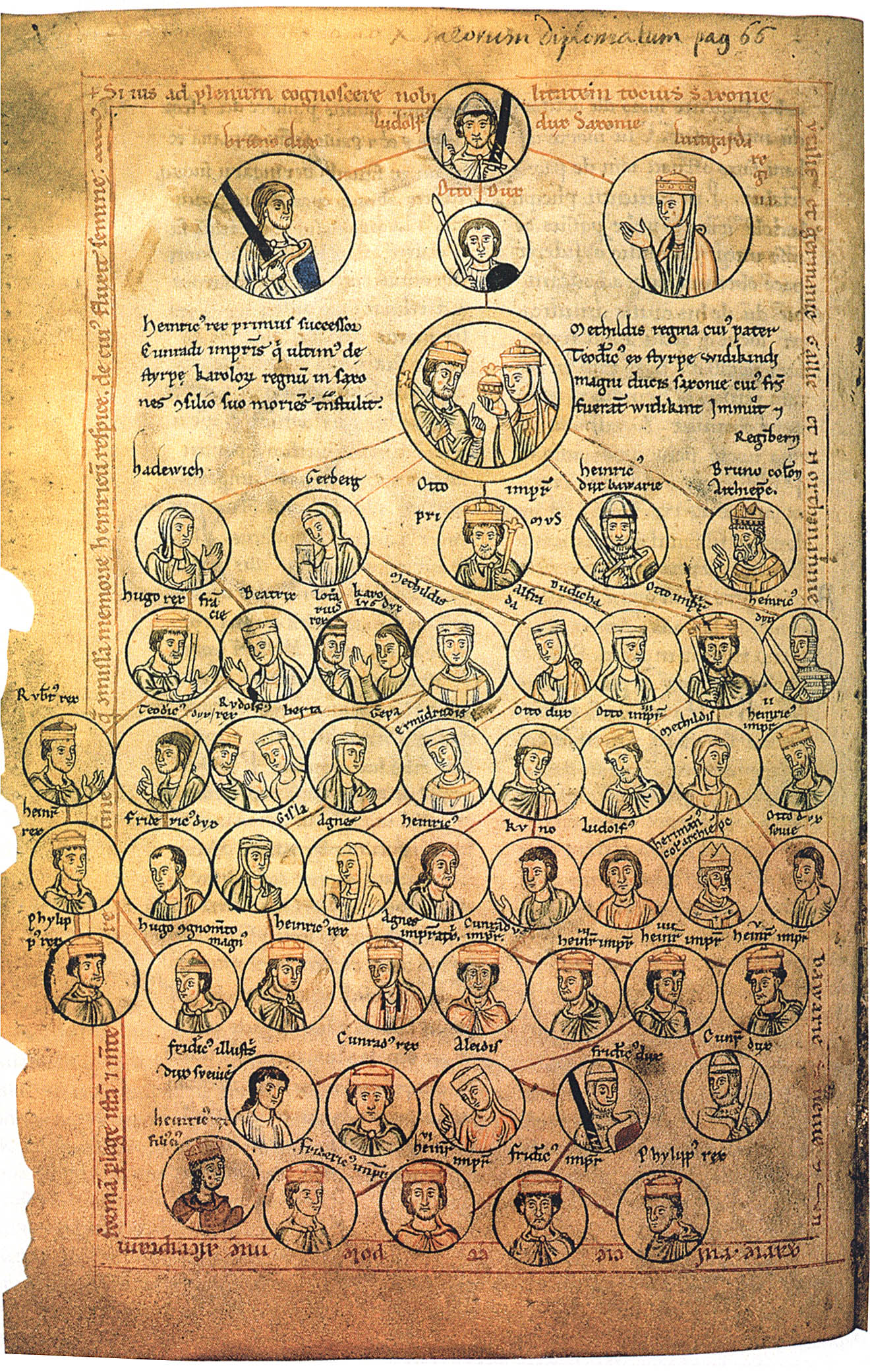
Arbre généalogique des Ottoniens
(Chronica Sancti Pantaleonis, Herzog August Bibliothek, XIIIe siècle).

Les Ottoniens (en allemand : Ottonen), appelés également  Ludolphides ou Liudolfingiens (Liudolfinger), étaient une famille de la noblesse saxonne, les descendants du comte Liudolf (mort en 866), qui fut leur premier ancêtre connu avec certitude. À partir de l'an 919, ils exercent leur domination sur le royaume de Germanie et la partie orientale de l'Empire d'Occident ; fondant par la suite le Saint-Empire romain germanique et conservant la dignité impériale jusqu'en 1024, année de la dissolution de la dynastie ottonienne. 
La famille des Ottoniens tire son nom du prénom des trois empereurs romains germaniques : Otton Ier, fils du roi Henri Ier de Germanie, Otton II et Otton III.

## Généalogie

### Origine
Liudolf (Ludolphe en français) est considéré comme le premier ancêtre connu avec certitude, auquel il est fait référence dans diverses traditions. En tant que comte (Graf) dans le « duché ethnique » de Saxe, la région d'Ostphalie était le centre de son pouvoir où lui et son épouse Oda, d'origine franque fondèrent l'abbaye de Gandersheim (Brunshausen). L'origine familiale de Liudolf reste inconnue, les écrits de Hrotsvita de Gandersheim omettent de mentionner les noms de ses parents. Plusieurs historiens ont néanmoins formulé des hypothèses sur son ascendance et son possible rattachement à Widukind de Saxe (?-785) :
- pour Reinhard Wenskus, il serait le fils d’un Brunhard, peut-être fils du comte Adolf, fils de Thancolf, peut-être fils d’un certain Theodolf ;
- pour Eduard Hlawitschka, il serait le cousin germain d’un comte saxon Cobbon (mort vers 845), proche confident du roi Louis II de Germanie et le frère de Warin (mort en 856), abbé de Corvey ;
- pour Christian Settipani, il serait identique à un autre Liudolf, fils de ce comte Cobbon, lui-même fils du duc saxon Ecbert (811). Les ancêtres de ce dernier sont inconnus.

Toujours selon Christian Settipani, les Ottoniens étaient apparentés à Widukind, chef militaire pendant la guerre des Saxons contre Charlemagne au VIIIe siècle. Mathilde de Ringelheim, la deuxième épouse du roi Henri Ier de Germanie et mère de l’empereur Otton Ier, était la fille du comte de Frise occidentale Thierry (Théodoric). Or, ce dernier, frère d’un Immed et d’un Widukind, descendait du chef saxon Widukind. Thierry était sans doute le fils d’un noble saxon nommé Waldbert (c. 840), fils d'un comte Immed, lui-même peut-être fils du comte Abbon (811), dont on sait qu’il avait épousé la fille de Widukind. Par ailleurs, selon Christian Settipani, l'épouse du comte Immed était peut-être une sœur du comte saxon Waldbert, fils de Wigbert, lui-même fils de Widukind.
En effet, les Ottoniens descendaient du roi Henri Ier de Germanie (mort en 936), fils du comte saxon Otton l'Illustre (mort en 912) et neveu du comte Bruno (mort en 880), l'ancêtre présumé des Brunonides. Otton l'Illustre lui-même est le fils du comte Liudolf (mort en 866), d’origine non avérée. Sa sœur Liutgarde épousa le roi carolingien Louis III le Jeune.

### Généalogie

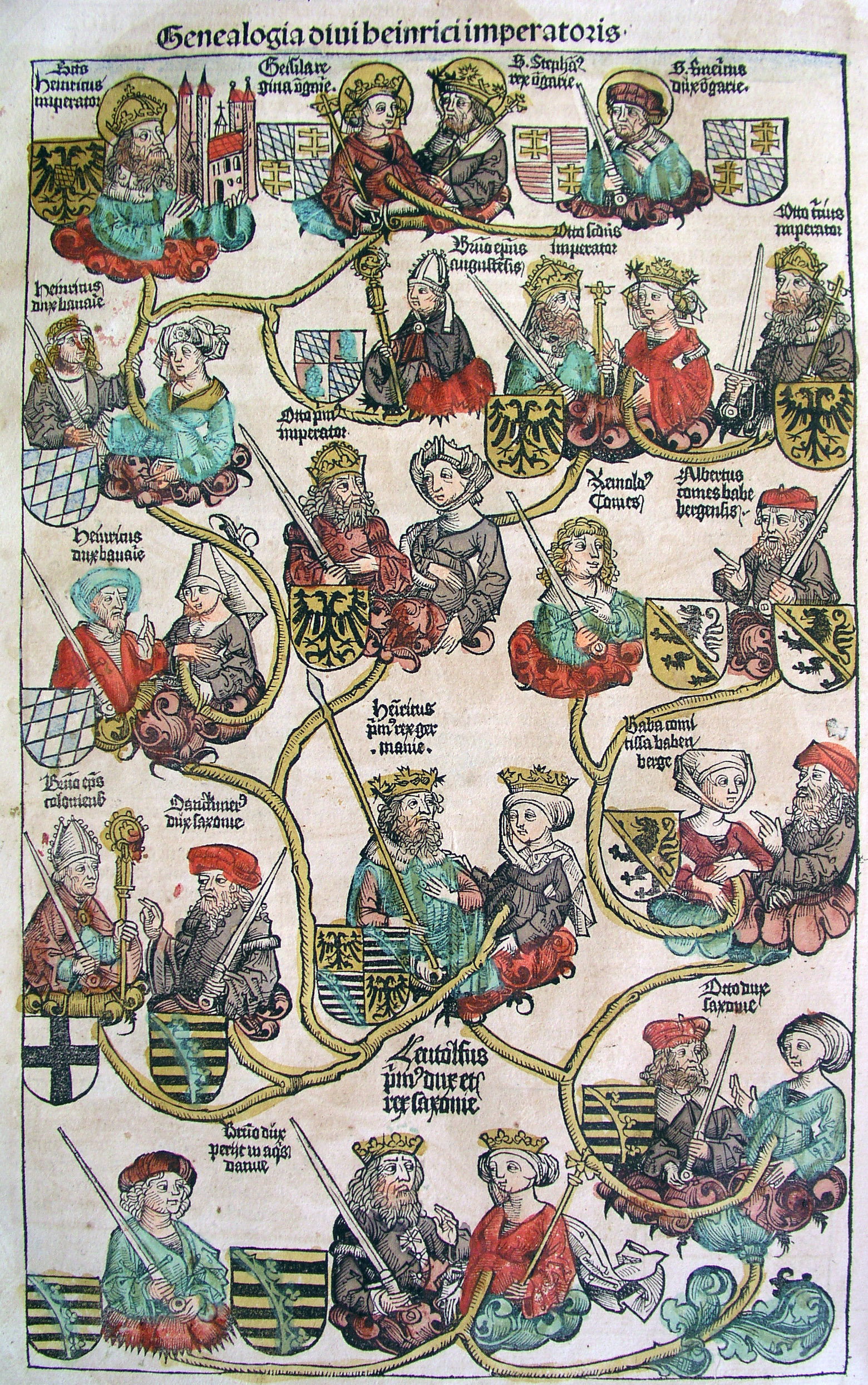
Généalogie de l'empereur Henri II (empereur du Saint-Empire), La Chronique de Nuremberg (1493).

- Henri Ier, dit l'Oiseleur, né vers 876 et mort le 2 juillet 936 à Memleben, roi de Germanie ; ⚭ (I) Hateburge, ⚭ (II) Mathilde de Ringelheim
  - (II) Otton Ier, dit le Grand, né le 23 novembre 912 et mort le 7 mai 973 à Memleben, roi de Germanie, empereur romain germanique en 962, ⚭ (I) Édith d'Angleterre, fille du roi Édouard l'Ancien (maison de Wessex), ⚭ (II) Adélaïde de Bourgogne, fille du roi Rodolphe II (Welf), veuve du roi Lothaire II d'Italie
    - Guillaume, illégitime, né en 929 et mort le 2 mars 968 à Rottleberode, archevêque de Mayence
    - (I) Liudolf, né en 930 et mort le 6 septembre 957 à Pombia, duc de Souabe, destitué, ⚭ Ida de Souabe, fille du duc Hermann Ier de Souabe
      - Mathilde, née en 949 et morte le 6 novembre 1011, abbesse d'Essen
      - Otton, né en 954 et mort le 31 octobre 982 à Lucques, duc de Souabe, duc de Bavière
      - ? Richlinde ⚭ Conrad Ier de Souabe (Conradiens)

    - (I) Liutgarde, née vers 931 et morte le 18 novembre 953, ⚭ Conrad le Roux, duc de Lotharingie (dynastie franconienne)
    - (II) Mathilde, née vers 955 et morte le 7 février 999, abbesse de Quedlinbourg
    - (II) Otton II, dit le Roux, né en 955 et mort le 7 décembre 983 à Rome, roi de Germanie, empereur romain germanique, ⚭ 14. April 972 Théophano (Sklèroï)
      - Adélaïde de Quedlinbourg, née en 977 et morte en 1045, abbesse de Quedlinbourg et de Gandersheim
      - Sophie, née en octobre 975 et morte le 31 janvier 1039, abbesse de  Gandersheim et d'Essen
      - Mathilde, née en 978 et morte le 4 décembre 1025 à Echtz, ⚭ Ezzo, comte palatin de Lotharingie (Ezzonides)
      - Otton III, né en juillet 980 et mort le 24 janvier 1002 à Castel Paterno, roi de Germanie, empereur romain germanique

  - (II) Gerberge, née vers 914 à Nordhausen et morte le 5 mai après 968,⚭ (I) Gislebert, duc de Lotharingie (Régnier), ⚭ (II) Louis IV d'Outremer, roi de Francie occidentale (Carolingiens)
  - (II) Henri Ier, né vers 922 et mort le 1er novembre 955 à Ratisbonne, duc de Lotharingie, duc de Bavière, ⚭ Judith, fille du duc Arnulf Ier de Bavière
    - Gerberge II, née vers 940 et morte le 14 novembre 1001, abbesse de Gandersheim
    - Hedwige, morte le 28 août 994, ⚭ Burchard III, duc de Souabe
    - Henri II, dit le Querelleur, né en 951 et mort le 28 août 995 à Gandersheim, duc de Bavière, duc de Carinthie, ⚭ Gisèle de Bourgogne, fille du roi Conrad III (Welf)
      - Henri II, dit le Saint, né le 6 mai vers 973 et mort le 13 juillet 1024 à Grona, duc de Bavière, roi de Germanie, empereur romain germanique, ⚭ Cunégonde de Luxembourg, fille du comte Sigefroid (maison d'Ardenne)
      - Brunon, mort le 24 avril 1029 à Ratisbonne, évêque d'Augsbourg
      - Gisèle, née vers 985 et morte le 7 mai 1065 à Passau, ⚭ Étienne Ier de Hongrie, roi de Hongrie (Árpád)
      - Brigitte, abbesse d'Andlau
      - Arnould, mort le 17 novembre 1019, archevêque de Ravenne
      - ? Gerberge, abbesse de Frauenchiemsee

  - (II) Hedwige, née vers 922 et morte le 1er septembre après 958, ⚭ Hugues le Grand, duc des Francs (Robertiens)
  - (II) Brunon, né en mai 925 et mort le 11 octobre 965 à Reims, abbé de Lorsch, archevêque de Cologne, duc de Lotharingie

## Liste des souverains ottoniens

### Rois de Germanie (année de début et fin de règne)
- 919-936 : Henri Ier de Germanie, dit l'Oiseleur.
- 936-973 : Otton Ier du Saint-Empire, dit le Grand. Fils d'Henri Ier de Germanie.
- 973-983 : Otton II du Saint-Empire, dit le Roux.
- 983-1002 : Otton III du Saint-Empire.
- 1002-1024 : Henri II du Saint-Empire, dit le Saint et le Boiteux. Fils d'Henri II de Bavière dit le Querelleur, lui-même fils d'Henri Ier de Bavière, frère d'Otton Ier le Grand.

### Empereurs du Saint-Empire romain germanique
- 962-973 : Otton Ier du Saint-Empire.
- 973-983 : Otton II du Saint-Empire. Couronné empereur associé le 25 décembre 967 à Rome.
- 996-1002 : Otton III du Saint-Empire.
- 1014-1024 : Henri II du Saint-Empire.

À la mort d'Henri II, la couronne passe à la dynastie franconienne.

## Ludolphides notoires
- Altfrid (mort en 874), évêque de Hildesheim[réf. souhaitée]
- Ludolphe de Saxe (v. 830 - mars 864 ou 866), duc de Saxe
- Bruno de Saxe (mort le 2 février 880), duc de Saxe, fils de Ludolphe de Saxe
- Otton Ier de Saxe, dit l'Illustre ou Le Magnifique (v. 850 - 13 novembre 912), fils de Ludolphe de Saxe
- Liutgarde de Saxe (877 - novembre 885). Elle fut l'épouse du roi Louis III de Germanie
- Gerberge de Germanie (913 - 5 mai 969 selon certaines sources, ou 984 selon d'autres). Elle fut l'épouse de Louis IV d'Outremer
- Henri Ier de Bavière (v. 920 - 1er novembre 956), fils d'Henri Ier de Germanie dit Henri Ier l'Oiseleur (876 - 2 juillet 936)
- Ludolphe de Souabe (v. 930 - 6 septembre 957), fils de l'empereur Otton Ier du Saint-Empire. Il fut duc de Souabe et fut l'époux de Ida, fille d'Hermann Ier de Souabe (mort en 949).
- Hedwige de Saxe (entre 910 et 922 - 10 mai 965), fille d'Henri Ier de Germanie. Elle fut l'épouse d'Hugues le Grand, (897-956),
- Brunon de Cologne (928-965), fils d'Henri Ier de Germanie. Il fut archevêque de Cologne et duc de Lotharingie.
- Guillaume de Mayence (929 - 2 mars 968), fils illégitime d'Otton Ier de Saxe. Il fut archevêque de Mayence
- Otton Ier de Souabe (v. 954 - 31 octobre 982), fils de Ludolphe de Souabe. Il fut duc de Souabe et de Bavière.
- Henri II de Bavière (948-995) dit le Querelleur, fils du duc Henri Ier de Bavière.
- Bruno d'Augsburg (mort le 6 ou le 24 avril 1029), fils d'Henri II de Bavière, frère d'Henri II du Saint-Empire, évêque d'Augsbourg.